# Gallinula
Gallinula är ett släkte rörhöns i familjen rallar inom ordningen tran- och rallfåglar som förekommer på alla kontinenter utom Antarktis. Släktet omfattar sju arter:
- Makirarörhöna (G. silvestris) – placeras ibland i släktet Pareudiastes
- Tristanrörhöna (G. nesiotis) – utdöd
- Goughrörhöna (G. comeri) – betraktas ibland som underart till nesiotis
- Rörhöna (G. chloropus)
- Amerikansk rörhöna (G. galeata) – betraktades tidigare som underart till chloropus
- Mörk rörhöna (G. tenebrosa)
- Samoarörhöna (G. pacifica)  – placeras ibland i släktet Pareudiastes

Tidigare och i viss mån fortfarande inkluderades även följande arter i Gallinula:
- De tre arterna i Tribonyx
- Fläcksidig rörhöna (Porphyriops melanops)
- Mindre rörhöna (Paragallinula angulata)

Nyligen utförda DNA-studier visar dock att dessa står närmare andra släkten.